# Varjú Kálmán (politikus, 1862–1924)
Varjú Kálmán (Ferencváros, 1862. május 25. – Kispest, 1924. október 28.) politikus, kispesti választott képviselő. Jelentős szerepe volt abban, hogy Kispest községből város lett. Az egyik ösztönzője volt a katolikus templom és a Casino felépítésének, a Kossuth-szobor létesítésének.

## Életpályája
Varjú Lídia hajadon törvénytelen fiaként született 1862. május 25-én, Ferencvárosban. Halotti anyakönyvében tévesen az az adat szerepel, hogy szülei Varjú István és Varjú Terézia voltak. Feljegyezték róla, hogy az 1875. évi kispesti árvíz idején, fiatal korában, a vályogházak lakóit teknővel mentette, és édesanyja által sütött pogácsákkal vigasztalta a gyerekeket. 
1887. október 13-án házasságot kötött Kispesten a nála 6 évvel fiatalabb Szabó Terézzel.
Varjú Kálmán helyi önkormányzati képviselőként is sokat tett településéért. Választott képviselő volt, nem virilista.

## Emlékezete
- 1995-ben posztumusz díszpolgári címet kapott Kispesttől.
- Nevét utca viseli Kispesten.[4]